# Скална гърбица
Скалните гърбици или овчи гърбици, овчи чела са заоблени, гладки скални възвишения, издигащи се в самия ледник или странично от него или остатъчни скални възвишения след отдръпването или разтопяването на ледника. Тяхната скална повърхност е загладена, на места почти полирана от ледника и когато са единично разположени, имат доста големи размери. Отличават се с полегат склон, ориентиран към ледника, и стръмен склон в посоката, в която се е движил ледникът. Тези форми на релефа, характерни за заледяваните области, както във високите планини, така и в областта на континентално заледяване представляват характерен глациален микрорелеф. Те са много разпространени във Финландия, Карелия и Колския полуостров.